# Assedio di Ancona (1815)
L'assedio di Ancona è una battaglia della guerra austro-napoletana. Si svolse a partire dal 5 maggio 1815 e durò fino al 30 dello stesso mese. La battaglia ebbe luogo pochi giorni dopo la battaglia di Tolentino del 3 maggio 1815.
L'assedio fu una delle ultime battaglie della guerra austro-napoletana. Ancona fu l'ultima grande città italiana ad arrendersi alla coalizione antifrancese. La battaglia fu combattuta tra le forze napoletane filo-napoleoniche e l'alleanza anglo-austriaca, durante la campagna dei Cento giorni della settima coalizione. L'alleanza anglo-austriaca alla fine sconfisse le forze di Michele Carrascosa, generale di Gioacchino Murat, ed espulse i napoletani dall'Italia centrale. L'assedio determinò inoltre l'eliminazione della monarchia murattiana (bonapartista) e portò alla ricostituzione dello Stato Pontificio.

## Battaglia
Una forza austriaca, comandata dal maggior generale austriaco Menrad Freiherr von Geppert, assediò Ancona il 5 maggio 1815. La forza anglo-austriaca era di 2 300 uomini. Ancona era difesa da un presidio delle truppe napoletane, che era composto da 1 500 uomini. Questo presidio aveva fatto parte della brigata di Michele Carrascosa, che aveva combattuto nella battaglia di Tolentino. I napoletani persero 500 uomini a causa del bombardamento anglo-austriaco, prima di arrendersi il 30 maggio.
Immediatamente dopo l'assedio del 1815, le truppe austriache vincitrici su quelle francesi decisero di demolire le fortificazioni della città e distrussero i salienti dei bastioni del Campo Trincerato, il Cavaliere a Basso della Cittadella, la lunetta di Santo Spirito e danneggiarono la Lunetta di Santo Stefano, Forte Cardeto, Forte Cappuccini. Riconsegnata la città al papa, Gregorio XVI, le demolizioni furono interrotte e diverse opere distrutte furono ripristinate

## Conseguenze
L'assedio di Ancona cementò la sconfitta delle forze napoleoniche in Italia. Ancona fu l'ultima grande città italiana ad arrendersi agli austriaci e la battaglia avvenne poco prima della caduta di Napoleone nella battaglia di Waterloo.
In seguito all'espulsione dei napoletani, in Italia si creò un vuoto di potere. Gli italiani si rifiutarono categoricamente di sostenere chiunque fosse venuto in nome di Napoleone. L'unità d'Italia era l'ideale di Gioacchino Murat. Murat era diventato re di Napoli grazie all'imperatore nel 1808, e, con il proclama di Rimini, il generale di cavalleria intendeva unificare la penisola con lui come re. Re di una nazione alleata del Primo Impero francese, restaurato da Bonaparte dopo la fuga dall'isola d'Elba.
Come risultato del sentimento anti-francese, il tentativo di Murat di insediare una monarchia bonapartista anche dopo la sconfitta di Napoleone non ebbe successo. Il tentativo di unificare l'Italia fu respinto e il suo governo su Napoli fu completamente deposto dai britannici, contemporaneamente alla fine dell'assedio di Ancona, il 30 maggio 1815. Murat era già stato sconfitto in battaglia dagli austriaci il 3 maggio 1815 a Tolentino. Questo significò che la costituzione liberale che aveva proposto prima della sua sconfitta non sarebbe mai entrata in vigore.
L'eliminazione del Regno di Napoli murattiano dopo l'assedio di Ancona aprì la strada alla ricostituzione totale dello Stato Pontificio, che era riapparso sulle mappe nel 1814, dopo la fine della guerra della sesta coalizione. Lo Stato Pontificio ricominciò a sostenere in Italia una politica reazionaria e conservatrice, sostenendo l'influenza austriaca e opponendosi alla rivoluzione e all'unificazione. A causa di questa politica, lo Stato Pontificio ostacolò per molti anni l'unità d'Italia. L'amministrazione pontificia rimase in vigore fino al rovesciamento di Klemens von Metternich nel 1848.